# Brillenbässe

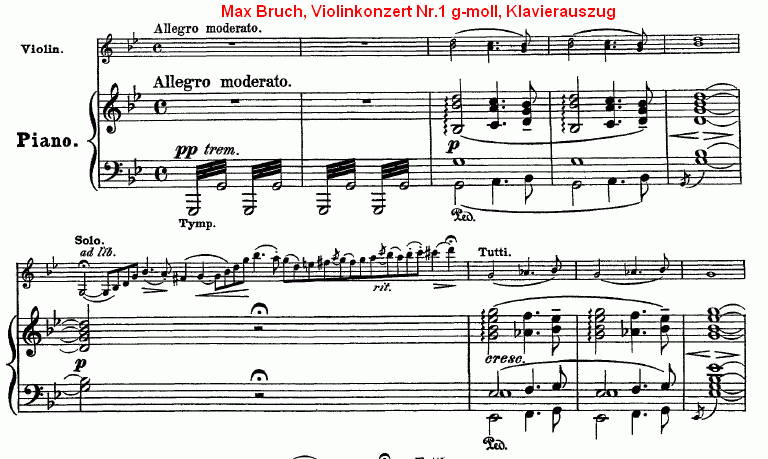
Brillenbässe zu Beginn eines Klavierauszugs

Brillenbässe (das Wort wird nicht im Singular verwendet, weil mindestens zwei abwechselnde Töne beteiligt sind) nennt man eine Notation (genau genommen einen Ersatz) für das musikalische Tremolo. Sie gehören zu den Abbreviaturen, weil nicht jede gespielte Note ausgeschrieben wird.
Die scherzhafte Bezeichnung stammt von der Notationsweise als Verbindung zweier leerer Notenköpfe mit einem Balken (was bedeutet, dass die Töne abwechselnd gespielt werden und dabei eine halbe Note in Achtelnoten geteilt werden soll). Dies gleicht den bügellosen Brillen, wie sie vom 16. bis zum 19. Jahrhundert üblich waren.
Brillenbässe gehören zu den Neuerungen des Klavierauszugs seit dem 18. Jahrhundert: Da die Übertragung eines Streichertremolos auf Tasteninstrumente als schnelle Tonrepetition schwer auszuführen ist und kaum vergleichbar klingt, wird statt einer Wiederholung ein schneller Wechsel zweier Töne oder Klänge ausgeführt. Weil Violoncello und Kontrabass normalerweise im Oktav-Abstand spielen, entsprechen Brillenbässe in Oktaven ungefähr dem Orchesterklang von tremolierenden Bassnoten.
Eine vergleichbare Anpassung von Streicherklängen an die Spieltechnik von Tasteninstrumenten sind die Alberti-Bässe.